# Lembas
Pour les articles homonymes, voir Lemba.
Le lembas est une nourriture de fiction créée par l'écrivain britannique J. R. R. Tolkien, apparaissant notamment dans les romans Le Seigneur des anneaux et Le Silmarillion. Il s'agit d'un pain confectionné par les Elfes, qui se présente sous la forme de fines galettes dorées.
Le lembas peut être conservé très longtemps et présente des capacités nutritives élevées, « nourriss[ant] la volonté et donn[ant] une force d'endurance, ainsi qu'une maîtrise des nerfs et des membres dépassant celle des simples mortels ». Dans Le Seigneur des anneaux, Galadriel en offre à la Communauté de l'Anneau, et il constitue la principale nourriture de Frodon et Sam durant leur voyage jusqu'au Mordor.
Le lembas, inventé en 1941 par Tolkien lors de la rédaction du Seigneur des anneaux, est ensuite introduit dans d'autres textes du légendaire de Tolkien. Il est aussi présent dans plusieurs adaptations de l'œuvre de l'écrivain.

## Étymologie
Le terme lembas provient de la langue des Elfes Gris, le sindarin. Il signifie « pain de route » ou « pain de voyage », de lenda « voyage » et bast « pain ». Il dérive d'une forme antérieure lenn-mbass. L'équivalent quenya le plus courant est coimas, qui signifie « pain de vie ».

## Description
« Aucune analyse faite en laboratoire ne découvrirait les propriétés chimiques du lembas, qui en faisaient un gâteau supérieur aux autres préparations à base de blé. »

— J. R. R. Tolkien
Le lembas est une nourriture uniquement connue des Eldar, qu'ils ne partagent pas avec les Hommes, à de rares exceptions près. C'est un don des Valar, qui leur est apporté par Oromë durant leur Grande Marche vers le Valinor. Il est préparé à l'aide d'un blé conçu par Yavanna, à la croissance particulièrement rapide et dont la vigueur se retrouve dans le lembas ; en Terre du Milieu, ce blé ne souffre ni de la pourriture, ni d'aucune maladie que peuvent connaître les autres plantes.
Les Eldar font pousser ce blé dans des champs gardés : sa récolte, ainsi que la préparation du lembas est réservé à un petit groupe de femmes, les Yavannildi ou Ivonwin (« Servantes de Yavanna »), qui en tiennent la recette secrète. Le lembas est ensuite remis à la garde des femmes eldarines de rang particulièrement élevé (par exemple les reines), qui en disposent comme bon leur semble. C'est ainsi que Melian en fait don à Beleg Cúthalion pour Túrin dans Le Silmarillion ; une faveur importante, car « jamais auparavant les Eldar n'avaient permis aux Humains de manger de ce pain ». La guérison des compagnons blessés de Túrin est également facilitée par le lembas, mais lorsque le nain Mîm feint d'être malade, Beleg refuse de lui en donner, augmentant sa rancœur envers lui.
Bien des années plus tard, à la fin du Troisième Âge, la Dame de Lórien Galadriel, qui a reçu l'enseignement de Melian au Premier Âge, en offre aux membres de la Communauté de l'Anneau. Le lembas est décrit dans Le Seigneur des anneaux comme des galettes, « faites d'une farine légèrement dorée d'un côté et couleur de crème à l'intérieur ». Les Galadhrim expliquent à Gimli qu'« un seul [gâteau] peut garder un voyageur sur pied pour une journée entière de dur labeur » ; ses vertus sont accrues lorsqu'il est consommé seul, sans autre nourriture.
Le lembas offre par la suite à Merry et Pippin, enlevés par des Uruks, le souvenir « de beaux visages, des rires, et une nourriture saine en des jours tranquilles, à présent lointains » ; lorsqu'ils trouvent à s'enfuir, ils ne prennent que le lembas avec eux. Néanmoins, Gollum préfère jeûner plutôt qu'en consommer, et lorsque Frodon est capturé par les Orques de Cirith Ungol, ces derniers lui prennent sa nourriture, mais se contentent d'éparpiller le lembas, craignant visiblement d'y toucher. Au cœur de l'aridité du Mordor, il constitue la principale source de nourriture de Frodon et Sam, « sans laquelle ils se seraient depuis longtemps [avant d'atteindre la Montagne du Destin] couchés pour mourir ».

## Conception et évolution
Tolkien invente le lembas fin 1941, durant la rédaction du chapitre du Seigneur des anneaux « Adieu à la Lórien ». Ce n'est que par la suite, dans les années 1950, qu'il l'introduit dans les textes du Silmarillion, plus précisément dans les brouillons pour la partie centrale de l'histoire de Túrin, utilisés par Christopher Tolkien pour la publication du Silmarillion en 1977 et repris plus en détail dans Contes et légendes inachevés en 1980, puis dans Les Enfants de Húrin en 2008. C'est également dans les années 1950 que Tolkien rédige un court texte sur la nature et l'origine du lembas, publié par Christopher Tolkien en 1996 dans The Peoples of Middle-earth, dernier volume de l'Histoire de la Terre du Milieu.

## Analyse
Christopher Tolkien suggère que son père a pu introduire un clin d'œil philologique dans sa description du lembas : le fait que seules les « Dames » puissent en faire don serait une référence à l'étymologie du mot anglais Lady, dérivé du vieil anglais hlǣf « pain » + dīġe « pétrisseuse ». Il faut peut-être également lier le « pain de route » (waybread) au wegbræde, nom du plantain qui apparaît dans plusieurs charmes anglo-saxons, notamment le Charme des neuf herbes.
Tolkien lui-même explique dans une lettre que le lembas possède deux fonctions dans Le Seigneur des anneaux : la première est de « rendre vraisemblables les longues marches faites avec peu de provisions, dans un monde où […] les miles sont des miles », mais cette nourriture possède également un aspect « d'un genre que l'on pourrait appeler, avec hésitation, « religieux » ». De nombreux lecteurs ont perçu des liens entre le lembas et le sacrement catholique de l'Eucharistie, et notamment avec le viatique, l'eucharistie donnée aux mourants avec l'extrême-onction. Le nom « viatique » provient du latin viaticum, « provisions de voyage », ce qui rappelle le « pain de route » qu'est le lembas ; dans l'Évangile selon Jean (6:35), Jésus déclare « Je suis le pain de vie », ce qui correspond à l'autre nom du lembas, le coimas ou « pain de vie ». Conscient de cette portée « religieuse » du lembas, Tolkien l'explique par le fait que « des choses bien plus importantes peuvent jouer dans notre esprit lorsqu'il s'occupe des choses secondaires du conte de fées ».

## Adaptations
Le lembas a inspiré les dessinateurs, comme John Howe. 
Dans le projet d'adaptation de Forrest J Ackerman, Morton Grady Zimmerman et Al Brodax, le lembas était rebaptisé « nourriture concentrée », une expression davantage connotée science-fiction que fantasy et désapprouvée par Tolkien.
Le lembas apparaît dans la trilogie cinématographique de Peter Jackson. Les cadeaux de Galadriel n'apparaissent que dans la version longue de La Communauté de l'anneau ; Jackson ajoute un trait d'humour absent du livre en faisant manger quatre gâteaux entiers à Pippin. Dans Le Retour du roi, Gollum utilise le lembas pour semer le trouble entre Frodon et Sam, faisant croire au premier que le second a dévoré toutes leurs provisions : c'est ainsi que dans le film, contrairement au livre, Frodon affronte l'antre d'Arachne seul.
Dans le jeu vidéo Le Seigneur des anneaux : La Communauté de l'anneau le lembas permet au joueur de remonter sa santé au maximum.